# Hans Devrient
Hans Felix Friedrich Devrient, född den 24 juni 1868 i Karlsruhe, död den 17 mars 1927 i Weimar, var en tysk teaterhistoriker, son till Otto Devrient.
Devrient, som var gymnasialöverlärare i Weimar, var verksam som författare och utgivare av skrifter rörande och memoarer från det tyska teaterlivet, bland annat band 40 av Weimarupplagan av Goethe (1902), Therese Devrients minnen (1905; 3:e upplagan 1908), Eduard och Therese Devrients brevväxling (1910) och "Archiv für Theatergeschichte" (2 band, 1904-1906).